# Brian Gottfried
Brian Edward Gottfried, född 27 januari 1952 i Baltimore, Maryland USA, är en amerikansk högerhänt tidigare professionell tennisspelare.
Brian Gottfried blev professionell ATP-spelare 1972 och var aktiv fram till 1984 då han vann sin sista turneringsseger. Han vann totalt 25 singel- och 54 dubbeltitlar under karriären. Som bäst rankades han som världstrea i singel (juni 1977). Han vann i prispengar totalt 2,782,514 US dollar.

## Tenniskarriären
Gottfried var en skicklig singelspelare. Han noterade turneringssegrar över samtidens allra bästa spelare som Björn Borg, Arthur Ashe, Jimmy Connors, Roy Emerson, Rod Laver och Ilie Nastase. Redan under sin andra säsong som proffs (1973) vann han sina första singeltitlar. År 1977 vann han fem singeltitlar och nådde finalen i Franska öppna. Han förlorade den mot argentinaren och världstvåan Guillermo Vilas (0-6, 3-6, 0-6).
Gottfried och mexikanen Raul Ramirez var ett mycket framgångsrikt dubbelpar som vann 39 titlar tillsammans. Paret vann 1974, 1975, 1976 och 1977 dubbeltiteln i Italienska mästerskapen på grus. De nådde tre gånger finalen i Grand Slam-turneringen Franska öppna (1975-77) och vann titeln 1975 och 1977. Första segern tog paret genom finalseger över australierna John Alexander/Phil Dent (6-2, 2-6, 6-2, 6-4) och sista gången finalbesegrade de Wojtek Fibak/Jan Kodeš (7-6, 6-3, 6-1). Paret vann också Wimbledonmästerskapen 1976.
Gottfried deltog i det amerikanska Davis Cup-laget 1975, 1977-78, 1980 och 1982. Han spelade totalt 14 matcher av vilka han vann 7. 

## Spelaren och personen
Brian Gottfried började tidigt att spela tennis. Redan som femåring fick han sin första tennisracket i present. Han utvecklades snabbt som spelare och vann 14 nationella juniortitlar, bland andra dubbeltiteln i åldersgruppen under 12 år tillsammans med Jimmy Connors. Som nyinskriven på Trinity University i Texas vann han singeltiteln i Amerikanska tennisförbundets mästerskapstävlingar i klassen pojkar upp till 18 år.  
Gottfrieds spelstil betraktades som tekniskt fulländad. Framförallt var han en mycket god volleyspelare, särskilt på forehandsidan. Gottfried var känd också för sin stora träningsvilja. 
Efter avslutad tävlingskarriär bor han i Florida och är engagerad i ATP-touren och spelar av och till på seniorcirkusen. 
Gottfried upptogs 1990 i Intercollegiate Tennis Association's Intercollegiate Tennis Hall of Fame, och 1999 upptogs han i International Jewish Sports Hall of Fame. 

## Grand Slam-titlar
- Franska öppna
  - Dubbel - 1975, 1977
- Wimbledonmästerskapen
  - Dubbel - 1976

## Övriga titlar somATP-proffs
- Singel
  - 1973 - Johannesburg WCT, Las Vegas
  - 1974 - Paris inomhus
  - 1975 - Baltimore, Dayton inomhus, Melbourne inomhus
  - 1976 - Los Angeles
  - 1977 - Baltimore, La Costa, Palm Springs, Vienna, Washington inomhus
  - 1978 - Dayton, Houston WCT, Washington inomhus
  - 1979 - Basel, Colombus
  - 1980 - Paris inomhus, Surbiton, Vienna, Washington
  - 1981 - Stowe
  - 1982 - Tampa, Wien
  - 1983 - Wien
- Dubbel
  - 1973 - Fort Worth, Las Vegas, Philadelphia WCT
  - 1974 - Italienska öppna, South Orange
  - 1975 - Boston, Dallas WCT, La Costa WCT, Orlando WCT, Perth, Philadelphia WCT, Italienska öppna, St. Petersburg WCT, Sydney inomhus, Tokyo, World Doubles WCT
  - 1976 - Barcelona, Caracas WCT, Indianapolis, Jackson WCT, Mexico City WCT, Monterrey WCT, North Conway, Richmond WCT, Italienska öppna, St. Louis WCT, Washington, Woodlands Doubles, Johannesburg WCT
  - 1977 - Miami, North Conway, Paris Indoor, Italienska öppna
  - 1978 - Dayton, Memphis
  - 1979 - Colombus, Richmond WCT, Cincinnati
  - 1980 - North Conway, Colombus, Memphis, Masters Doubles WCT, Sawgrass Doubles
  - 1981 - Milano
  - 1982 - Paris inomhus, Johannesburg, La Quinta, Sawgrass Doubles
  - 1983 - London/Queen's Club, La Quinta
  - 1984 - North Conway